# Amanda Gutierres
Amanda Gutierres (Santa Cruz de Monte Castelo, Paraná, Brasil; 18 de marzo de 2001) es una futbolista brasileña. Juega de delantera en el Palmeiras del Campeonato Brasileño Femenino. Es internacional con la selección de Brasil.

## Trayectoria
Nacida en Paraná, Gutierres comenzó su carrera en clubes de São Paulo. A nivel juvenil, fue goleadora del Campeonato Paulista de Fútbol sub-17 por el União Suzano A. C.
A nivel sénior, comenzó su carrera en 2018 en el A. D. Embu das Artes.
Tras un corto paso por el Foz Cataratas F. C., la delantera fichó en el Santos F. C.
El 11 de diciembre de 2021, Gutierres se unió al F. C. Girondins de Burdeos de la Division 1 Féminine.

## Selección nacional
Amanda jugó para la selección de Brasil sub-17 en 2018.

## Clubes
| Club                       | País    | Año           |
| -------------------------- | ------- | ------------- |
| A. D. Embu das Artes       | Brasil  | 2018          |
| Foz Cataratas F. C.        | Brasil  | 2018          |
| Santos F. C.               | Brasil  | 2019-2021     |
| F. C. Girondins de Burdeos | Francia | 2022          |
| S. E. Palmeiras            | Brasil  | 2023-presente |

## Palmarés

### Títulos nacionales
| Título              | Club            | País   | Año  |
| ------------------- | --------------- | ------ | ---- |
| Copa Paulista       | Santos F. C.    | Brasil | 2020 |
| Campeonato Paulista | S. E. Palmeiras | Brasil | 2024 |

### Títulos internacionales
| Título       | Equipo | Sede    | Año  |
| ------------ | ------ | ------- | ---- |
| Copa América | Brasil | Ecuador | 2025 |

### Distinciones individuales
| Distinción                                | Año        |
| ----------------------------------------- | ---------- |
| Máxima goleadora del Brasileirão Femenino | 2023, 2024 |
| Bola de Prata                             | 2024       |